# Campomanesia xanthocarpa
Campomanesia xanthocarpa,  guabirá (del guaraní guavira), es una especie perenne fanerógama de árboles de la familia Myrtaceae. Es endémica de Brasil: Espirito Santo, Minas Gerais, Paraná, Rio Grande do Sul, Río de Janeiro; Bolivia: Santa Cruz; Argentina: Corrientes, Misiones; Paraguay: Central, Misiones, Cordillera, Paraguari, Guaira, Amambay.

## Descripción
Es un árbol que tiene copa redondeada y fuste tortuoso, acanalado en la base. Las hojas son opuestas, simples, membranáceas, ovaladas oblongas, crespas, ricas en tanino, de 3-4,5 cm de largo x 4-10 cm de ancho. 
Florece de septiembre a octubre y fructifica de septiembre a diciembre.  Archivado el 13 de abril de 2014 en Wayback Machine.. Frutos bayas amarillas, dulces, 13.000 semillas/kg

## Hábitat
Habita sitios húmedos de drenaje impedido.

## Usos
Presenta frutos comestibles redondos, amarillos o anaranjados, de pulpa jugosa, firme y sabor dulce. Es medicinal. 
Su madera se utiliza para mangos de herramientas, tornería, trabajos de curvado. Para construcciones rurales, para tablas y muebles; leña y carbón. Melífero.
La madera es castaña violácea, con un peso específico en g/cm³ de 0,8. Madera dura y pesada, veteado poco claro; duramen inmune al ataque de hongos. 

### Uso medicinal
Astringente, antidiarreico. Para cistitis, uretritis, diarrea. Se usan la cáscara, frutos y hojas. 

## Taxonomía
Campomanesia xanthocarpa fue descrita por (Mart.) O.Berg  y publicado en Flora Brasiliensis 14(1): 451. 1857.
Sinonimia
- Campomanesia crenata
- Campomanesia dusenii
- Campomanesia littoralis
- Campomanesia malifolia
- Campomanesia rhombea
- Eugenia xanthocarpa Archivado el 5 de octubre de 2013 en Wayback Machine.
- Campomanesia xanthocarpa var. malifolia (O.Berg) D.Legrand
- Campomanesia xanthocarpa var. xanthocarpa
- Psidium malifolium F.Muell.
- Psidium punctulatum Miq.[3]

## Nombres comunes
- Castellano: guabirá, guabiroba, guariroba